# Mayronnes
 Mayronnes  es una población y comuna francesa, en la región de Languedoc-Rosellón, departamento de Aude, en el distrito de Carcasona y cantón de Lagrasse.

## Demografía
| 146 | 101 | 136 | 142 | 175 | 178 | 182 | 180 | 186 | 177 | 167 | 173 | 128 | 132 | 115 | 124 | 111 | 107 | 103 | 100 | 101 | 64 | 62 | 61 | 45 | 38 | 33 | 17 | 24 | 46 | 38 | 40 | 40 |
| Para los censos de 1962 a 1999 la población legal corresponde a la población sin duplicidades (Fuente: INSEE [Consultar]) |     |     |     |     |     |     |     |     |     |     |     |     |     |     |     |     |     |     |     |     |    |    |    |    |    |    |    |    |    |    |    |    |